# Omorgus consanguineus
Omorgus consanguineus är en skalbaggsart som beskrevs av Louis Albert Péringuey 1901. Omorgus consanguineus ingår i släktet Omorgus och familjen knotbaggar. Inga underarter finns listade i Catalogue of Life.